# Clinocera cordillerana
Clinocera cordillerana är en tvåvingeart som beskrevs av Sinclair 2008. Clinocera cordillerana ingår i släktet Clinocera och familjen dansflugor. Inga underarter finns listade i Catalogue of Life.